# Malouinière de la Ville Azé
Le malouinière de la Ville Azé (ou de la Villazé) est une malouinière situé de la commune de Saint-Coulomb, dans le département d'Ille-et-Vilaine en région Bretagne,. 

## Historique
René-Charles-Marie de Fournier, comte de Bellevue, qui sera maire de Saint-Coulomb de 1802 à 1816, en devient propriétaire par alliance.
Elle est inscrite au titre des monuments historiques par arrêté du 9 novembre 2000.